# Johnsonburg (Nueva Jersey)
Johnsonburg es un lugar designado por el censo ubicado en el condado de Warren en el estado estadounidense de Nueva Jersey. En el año 2010 tenía una población de 101 habitantes y una densidad poblacional de ¿? personas por km².

## Geografía
Johnsonburg se encuentra ubicado en las coordenadas .